# Gerlinde Unverzagt
Gerlinde Unverzagt (* 17. Mai 1960 in Marburg), Pseudonym: Lotte Kühn, ist eine deutsche Autorin und freiberufliche Journalistin. Sie schreibt über Konflikte in sozialen Beziehungen, insbesondere über Erziehungs- und Partnerschaftsprobleme sowie Artikel und Glossen über Themen aus dem Familienleben und Erziehungsalltag u. a. für die Zeitschriften Berliner Morgenpost und Psychologie Heute.

## Leben
Gerlinde Unverzagt wuchs in Biedenkopf auf und lebt seit 1980 in Berlin. Sie studierte Geschichte, Philosophie, Lateinamerikanistik und Publizistik an der FU Berlin. Unverzagt ist alleinerziehende Mutter von vier Kindern.

## Werk
Ihr wohl bekanntestes Buch, Das Lehrerhasserbuch aus dem Jahr 2005, hat sie nach eigenen Angaben zum Schutz ihrer Kinder vor befürchteten Anfeindungen unter dem Pseudonym „Lotte Kühn“ geschrieben. Unverzagt will nach eigenem Bekunden nicht zum Hass gegenüber Lehrern aufrufen. Der Titel mit dem Wortteil „Hasser“ ist in der Folge einer Buchreihe des Knaur-Taschenbuch-Verlags (z. B. Das Posthasser-Buch) erschienen.

## Veröffentlichungen

### Bücher
- Zur Vorgeschichte der Montanunion im Spiegel des Handelsblattes. Centaurus, Pfaffenweiler 1993, ISBN 978-3-89085-700-8.
- Mit Manfred Bauer: Das erste Kind ist da: Eltern werden – gute Partner bleiben. Herder, Freiburg im Breisgau/Basel/Wien 1996, ISBN 978-3-451-04448-9.
- Endlich geschafft! Prüfungsängste bewältigen. Kreuz, Zürich 1997, ISBN 978-3-268-00204-7.
- Mit Klaus Hurrelmann: Kinder stark machen für das Leben: Herzenswärme, Freiräume und klare Regeln. Herder, Freiburg im Breisgau/Basel/Wien 1998, ISBN	978-3-451-26476-4.
- Kinder vertragt euch doch! Warum Geschwister nicht nur friedlich sein können. Herder, Freiburg im Breisgau/Basel/Wien 1999, ISBN 978-3-451-04712-1.
- Liebe, Geld und Partnerschaft: Konflikte ums Geld und wie man sie lösen kann. Kreuz, Zürich 2000, ISBN 978-3-268-00261-0.
- Mit Klaus Hurrelmann: Wenn es um Drogen geht… So helfen Sie Ihrem Kind und verlieren die Panik. Herder, Freiburg im Breisgau/Basel/Wien 2000, ISBN 978-3-451-05520-1.
- Mit Klaus Hurrelmann: Konsum-Kinder: Was fehlt, wenn es an gar nichts fehlt. Herder, Freiburg im Breisgau/Basel/Wien 2001, ISBN 978-3-451-27581-4.
- Was hast Du heut’ Nacht geträumt? Kinderträume besser verstehen. Eichborn, Frankfurt am Main 2002, ISBN 978-3-8218-3927-1.
- Patchwork: Familienform mit Zukunft. Deutscher Taschenbuch-Verlag, München 2002, ISBN 978-3-423-36289-4.
- Wenn mal wieder alles nervt: Gute Gründe für schlechte Laune. Deutscher Taschenbuch-Verlag, München 2002, ISBN 978-3-423-24344-5.
- Elterntausch – Kinder wechseln Ihre Eltern. Scherz, Frankfurt am Main 2003, ISBN 978-3-502-14763-3.
- Erzähl mir was vom Sterben! Mit Kindern über den Tod sprechen. Kreuz, Stuttgart 2004, ISBN 978-3-7831-2380-7.
- Mit Klaus Hurrelmann: Wenn Kinder immer alles haben wollen: Weniger ist mehr. Herder, Freiburg im Breisgau/Basel/Wien 2005, ISBN 978-3-451-05631-4.
- Kinder lernen streiten: So fördern Eltern soziale Kompetenz. Herder, Freiburg im Breisgau/Basel/Wien 2005, ISBN 978-3-451-00612-8.
- Benehmen macht Schule: Gute Gründe für gute Manieren. Deutscher Taschenbuch-Verlag, München 2005, ISBN 978-3-423-34155-4.
- Als Lotte Kühn: Das Lehrerhasserbuch: Eine Mutter rechnet ab. Knaur-Taschenbuch-Verlag, München 2005, ISBN 978-3-426-77834-0.
- Als Lotte Kühn: Elternsprechtag: Wie schlimm ist Schule wirklich? Was Eltern, Schüler und Lehrer täglich erleben (Das Lehrerhasser-Buch und die Folgen). Knaur-Taschenbuch-Verlag, München 2006, ISBN 978-3-426-77958-3.
- Als Lotte Kühn: Schulversagen: Schlechte Schüler, hilflose Lehrer – was in unseren Klassenzimmern falsch läuft. Knaur-Taschenbuch-Verlag, München 2007, ISBN 3-426-77936-6.
- Als Lotte Kühn: Supermuttis: Eine Abrechnung mit den überengagierten Müttern. Knaur-Taschenbuch-Verlag, München 2008, ISBN 978-3-426-77989-7.
- Eltern an die Macht! Warum wir es besser wissen als Lehrer, Erzieher und Psychologen. Ullstein, Berlin 2010, ISBN 978-3-550-08785-1.
- Kinder stark machen – sexuellem Missbrauch vorbeugen. Arbeitskreis Neue Erziehung e. V., Berlin 2012.
- Als Lotte Kühn: Mutti packt aus: Bekenntnisse einer Spaßbremse. Ullstein, Berlin 2012, ISBN 978-3-548-37387-4.
- Kinder brauchen Regeln: Schluss mit den Dauerkonflikten im Familienalltag. Herder, Freiburg 2013, ISBN 978-3-451-00679-1.
- Als Lotte Kühn: Mutti allein zuhaus: Vom Leben mit nestflüchtigen Kindern. Bastei Lübbe Taschenbuch, Köln 2014, ISBN 978-3-404-60769-3.
- Selber fliegen! Warum Kinder keine Helikopter-Eltern brauchen. Herder, Freiburg 2015, ISBN 978-3-451-00684-5.
- Als Lotte Kühn: 50 ist das neue 30: Das Jahr, in dem ich beschloss, doch nicht alt zu werden. Bastei Lübbe, Köln 2016, ISBN 978-3-404-60820-1.
- Generation ziemlich beste Freunde: Warum es heute so schwierig ist, die erwachsenen Kinder loszulassen. Beltz, Weinheim/Basel 2017, ISBN 978-3-407-86438-3.
- Die neue Nähe zwischen Eltern und ihren erwachsenen Kindern in der Mittelschicht: Essayistische Betrachtung über das Hinausschieben des Erwachsenwerdens. Konrad Adenauer Stiftung, Sankt Augustin 2018, ISBN 978-3-95721-407-2.
- Als Lotte Kühn: 60 ist das neue 40: Selbst-Entfaltung für die Frau in den besten Jahren. Bastei Lübbe, Köln 2020, ISBN 978-3-431-07005-7.

Mehrere Titel sind auch als E-Book erschienen.

### Hörbücher
- Als Lotte Kühn: Das Lehrer-Hasser-Hör-Buch: Eine Mutter rechnet ab. Gelesen von Daniela Hoffmann. 2 CDs. DAV, Berlin 2006, ISBN 3-89813-559-4.
- Als Lotte Kühn: Mutti packt aus: Bekenntnisse einer Spaßbremse. Gelesen von Anja Goerz. der apparat, Berlin 2012.
- Als Lotte Kühn: 60 ist das neue 40. Gelesen von Gabriele Blum. Lübbe Audio, 2020, ISBN 978-3-8387-9471-6.